# 浦上崩れ
浦上崩れ（うらかみくずれ）は、幕府直轄領であった肥前国彼杵郡浦上村（浦上山里村:現在の長崎県長崎市）において、江戸時代中期から明治時代初期にかけて4度にわたって発生したキリシタン弾圧事件である。「崩（れ）」とは、検挙事件のこと。
鎖国体制下、浦上の隠れキリシタンは秘密裏に組織を作って信仰を守り続けてきたが、江戸幕府および明治政府は合計4度にわたって検挙・弾圧を行った。
- 寛政2年（1790年）-浦上一番崩れ
- 天保13年（1842年）-浦上二番崩れ
- 安政3年（1856年）-浦上三番崩れ
- 慶応3年（1867年）-浦上四番崩れ（浦上教徒事件）

特に四番崩れでは事件の最中に明治維新が発生し、慶応4年（明治元年/1868年）の御前会議にて全住民の配流を決定したことが日本に駐在する外交団や特派員に知られて抗議を受けるとともに、欧米のキリスト教国の反感を買った。明治政府はその対応に苦慮し、明治4年（1871年）にはキリシタン禁制の高札の撤去と浦上のキリシタンの釈放と帰還を行い、250年近くにわたった日本のキリスト教禁止政策に終止符を打った。
明治新政府の長崎裁判所の当初の幹部は、総督が長崎府知事の澤宣嘉、参議が松方正義、外国事務係が井上馨であった。
また1945年8月9日の長崎への原爆投下は、特に長崎市内浦上地区に在住するキリスト教徒に多くの犠牲者を出したことから、これをキリスト教徒の受難事件ととらえ、「浦上五番崩れ」と呼ぶこともある。